# Lijst van hertogen in de adelstand van het Verenigd Koninkrijk en Ierland
Deze lijst bevat de huidige hertogdommen en hun hertog van het Verenigd Koninkrijk en Ierland.

Heraldische representatie van een Britse Hertogenkroon.

## Hertogen in de adelstand van Engeland
1. De hertog van Cornwall 
  - Prins William
2. De hertog van Norfolk 
  - Edward Fitzalan-Howard, 18de hertog van Norfolk
3. De hertog van Somerset 
  - John Seymour, 19de hertog van Somerset
4. De hertog van Richmond 
  - Charles Gordon-Lennox, 11de hertog van Richmond
5. De hertog van Grafton 
  - Henry FitzRoy, 12de hertog van Grafton
6. De hertog van Beaufort 
  - Henry Somerset, 12de hertog van Beaufort
7. De hertog van St Albans 
  - Murray Beauclerk, 14de hertog van St Albans
8. De hertog van Bedford 
  - Andrew Russell, 15de hertog van Bedford
9. De hertog van Devonshire 
  - Peregrine Cavendish, 12de hertog van Devonshire
10. De hertog van Marlborough (1702) 
  - James Spencer-Churchill, 12de hertog van of Marlborough
11. De hertog van Rutland 
  - David Manners, 11de hertog van Rutland

## Hertogen in de adelstand van Schotland
1. De hertog van Rothesay 
  - Prins William
2. De hertog van Hamilton en Brandon 
  - Alexander Douglas-Hamilton, 16de hertog van Hamilton
3. De hertog van Buccleuch en de hertog van Queensberry 
  - Richard Scott, 10de hertog van Buccleuch
4. De hertog van Argyll 
  - Torquhil Campbell, 13de hertog van Argyll
5. De hertog van Atholl 
  - Bruce Murray, 12de hertog van Atholl
6. De hertog van Montrose 
  - James Graham, 8ste hertog van Montrose
7. De hertog van Roxburghe 
  - Charles Innes-Ker, 11de hertog van Roxburghe

## Hertogen in de adelstand van Groot-Brittannië
1. De hertog van Manchester 
  - Alexander Montagu, 13de hertog van Manchester
2. De hertog van Northumberland 
  - Ralph Percy, 12de hertog van Northumberland

## Hertogen in de adelstand van het koninkrijk Ierland
1. De hertog van Leinster 
  - Maurice FitzGerald, 9de hertog van Leinster
2. De hertog van Abercorn 
  - James Hamilton, 5de hertog van Abercorn

## Hertogen in de adelstand van het Verenigd Koninkrijk
1. De hertog van Wellington 
  - Charles Wellesley, 9e hertog van Wellington
2. De hertog van Sutherland 
  - Francis Egerton, 7de hertog van Sutherland
3. De hertog van Westminster 
  - Hugh Grosvenor, 7de hertog van Westminster
4. De hertog van Fife 
  - David Carnegie, 4de hertog van Fife
5. De hertog van Gloucester 
  - Prins Richard, 2de hertog van Gloucester2
6. De hertog van Kent 
  - Prins Edward, 2de hertog van Kent2
7. De hertog van York 
  - Prins Andrew, 1ste hertog van York2
8. De hertog van Sussex 
  - Prins Harry, 1ste hertog van Sussex2

2Leden van het Koninklijke huis.